# الکترا رکوردز
الکترا رکوردز (انگلیسی: Elektra Records) عنوان یک شرکت و ناشر موسیقی آمریکایی متعلق به گروه موسیقی وارنر می‌باشد، الکترا رکوردز در سال ۱۹۵۰ میلادی توسط جک هولزمن و پل ریکولت تأسیس گردید که نقش بسیار مهمی در توسعه موسیقی فولک و موسیقی راک، بین سال‌های ۱۹۵۰ تا ۱۹۷۰ بر عهده داشت. 